# Arthur Downes
Arthur Drummond Downes (Kelvinside, 23 febbraio 1883 – Helensburgh, 12 settembre 1956) è stato un velista britannico.

## Palmarès

### Olimpiadi
- 1 medaglia:
  - 1 oro (Londra 1908 nella classe 12 metri)